# Gorefest
Gorefest est un groupe néerlandais de death metal, originaire de Zélande, Goes. Considéré comme l'un des pionniers du death metal dans son pays, le groupe évolue rapidement vers un registre plus hard rock, puis heavy metal, avant de revenir au death metal en 2005.

## Historique
Gorefest est formé en Zélande en 1989. Le groupe signe à un label local indépendant, Foundation 2000, pour un album. Avant l'enregistrement de Mindloss, ils enregistrent une démo en 1990. En 1991 sort donc leur premier album studio, Mindloss, produit par Colin Richardson. 
En 1992, le groupe publie un deuxième album studio, intitulé False. Après la publication de ce dernier, Gorefest participe à la tournée Insanity Tour en Europe incluant les Pays-Bas, la France, l'Espagne, la Suède et la République tchèque avec Deicide et Atrocity. Une bombe est enclenchée à leur apparition le 25 novembre 1992 au Fryshuset de Stockholm,. Aucun blessé n'est recensé. La bombe était en fait une manifestation de militants pour les droits des animaux; qui protestaient notamment contre le chanteur Glen Benton qui revendiquait son attachement à torturer et tuer des animaux. Gorefest avait déjà reçu des menaces de mort, et été sommé de quitter la ville.
En 1994, sort leur album studio Erase sur lequel le groupe s'oriente vers un style plus traditionnel de metal. Cette approche musicale est plus flagrante dans leur album Soul Survivor publié en 1996, qui mêle death metal et metal britannique des années 1970. Gorefest passe ensuite du label Nuclear Blast Records à Steamhammer/SPV. L'album Chapter 13 est publié en 1998 en Europe, et comprend un son plus orienté rock classique. Malgré l'opportunité d'une tournée d'ouverture pour Judas Priest cette même année, le groupe ne saura pas se hisser dans le peloton de tête. En fin d'année, le groupe se sépare et tombe ensuite rapidement dans l'oubli.
Sous l'impulsion de Nuclear Blast, Gorefest se reforme en 2004 pour quelques concerts. Un nouvel album, La Muerte, est sorti en 2005, suivi d'un autre, Rise to Ruin, en 2007. En juillet 2005, leurs trois premiers albums sont annoncés en réédition par Nuclear Blast. En février 2006, le groupe est annoncé en tournée avec Bolt Thrower en Europe, et plus notamment en Écosse. Le groupe se sépare de nouveau en juin 2009. Ed Warby est toujours actif au sein du supergroupe de death metal Hail of Bullets et forme le groupe de doom metal The 11th Hour, dont Frank Harthoorn est le guitariste live.

## Membres

### Derniers membres
- Jan Chris de Koeyer - chant, basse
- Frank Harthoorn - guitare
- Boudewijn Bonebakker - guitare
- Ed Warby - batterie

### Anciens membres
- Marc Hoogendoorn - batterie
- Alex van Schaik - guitare

## Discographie
- 1989 : Tangled in Gore (démo)
- 1990 : Horrors in a Retarded Mind
- 1991 : Mindloss
- 1992 : False
- 1992 : Live Misery (7" Live EP)
- 1993 : The Eindhoven Insanity (album live)
- 1994 : Erase
- 1994 : Fear (EP)
- 1996 : Freedom (CD/single)
- 1996 : Soul Survivor
- 1998 : Chapter 13
- 2005 : La Muerte
- 2007 : Rise to Ruin